# عهدي البغدادي
عهدي البغدادي: أحمد بن شمس الدين البغدادي، المتخلص بعهدي الشاعر توفي سنة (980 ه‍/1573م)، أو (1593 م) وجاء في موسوعة تاريخ العراق بين إحتلالين: ان الشاعر الكاتب المؤرخ المشهور عهدي البغدادي قد توفي سنة (1002ه‍/1593م)، ولوالده شمسي بغدادي ابن عبد الملك البغدادي ديوان شعر (ديوان شمسي بغدادي) الذي كان حياً سنة (975ه‍). واكثر ما عرف برحلته العلمية إلى إسطنبول (كلشن شعرا) المسماة (تذكرة ارباب الصفا)، وفيها ابدى من المعرفة والعلم الغزير، وعرف بشخصيات كثيرة ومنها والده.
وقد قال صاحب قاموس الأعلام عن عهدي بما تعريبه:((ان عهدي لقب ثلاثة من شعراء القرن العاشر أحدهم أحمد عهدي وهو بغدادي، وجد في الاستانة كثيراً، وله تذكرة الشعراء، ترجم فيها شعراء عصره)). وفي سجل عثماني أو تذكرة مشاهير عثمانية ((ان عهدي جلبي هو نجل شمس الدين البغدادي، شاعر توفي سنة 1002 من الهجرة)).

ومن أسباطه الشاعر نظمي زاده البغدادي.
ومن أشقائه رضائي، وهو الأخ الأكبر، ومرادي وهو الأصغر وكانا من الشعراء ولهما بعض المختارات، وكان لعهدي البغدادي ابن عم سماه رندي البغدادي، وكان شاعراً نظمه مقبول خصوصاً في الغزل، ولم يذكر في كلشن شعرا أسم والده.
ولا يصح ان يقال عن عهدي البغدادي شاعر ويكتفى بذلك، بل هو مؤرخ أيضاً، عرَّف أسرته وجمعا من العراقيين.

## السيرة
وُلِد عهدي في بغداد وكان من أصل فارسي. واسم ولادته أحمد بن الشمسي. وفي سنة 960 هـ ذهب إلى القسطنطينية. هناك تعلم اللغة التركية العثمانية وأقام اتصالات مع العديد من الشعراء المتميزين في ذلك الوقت. وبعد أن أقام في العاصمة إحدى عشرة سنة عاد إلى بغداد (971 هـ). وهناك واصل عضويته في الدوائر الشعرية. يذكر المؤرخ والرحالة العثماني مصطفى علي عهدي كواحد من أشهر شعراء العربية في بغداد خلال الفترة 1585-1586، من أصل 30 شاعرًا.
العمل الرئيس لعهدي هو التذكير المسمى "جولشن شوارا" (وردة الشعراء)، والذي كتبه في نفس العام عند عودته إلى وطنه. لقد كان مختلفًا عن الكتب السابقة التي كتبت حتى ذلك الحين لأنه كان يغطي فقط عصر المؤلف من الشعراء المعاصرين. انتهى منه في عام 1563، وخصصه للأمير سليم، الذي عرف فيما بعد بالسلطان سليم الثاني. توفي عهدي في بغداد في أواخر عهد سليم. 

## أهم مؤلفاته
- كتاب كلشن شعرا أو تذكرة الشعراء باللغة التركية، وكتب فيه من عاشرهم في الروم منذ قَدَمَ سنة 920 ه‍،[10] إلى خروجه سنة 971 ه‍، ورتب على ثلاث روضات وسماه كلشن شعرآء فصار اسمه تأريخاً له لتأليفه.[11]

ولكنه قال: جعلتها اربع روضات:
- الروضة الأولى: في بيان صفات السلطان العادل وأبنائه.
- الروضة الثانية: في علماء زمانه العظام والموالي الكرام والمدرسين النبلاء.
- الروضة الثالثة: في الأمراء والدفتريين ومنتخبات أشعارهم.
- الروضة الرابعة: في مشاهير الشعراء، مرتبين على حروف الهجاء، مع ذكر نتف من أشعارهم.
- كتاب منظر الأبرار باللغة الفارسية.[13] يقول المؤرخ عباس العزاوي ان هذا الكتاب ينسب إلى عهدي غلطاً، فهو من مؤلفات والده شمسي البغدادي وقد رأيته في قسم الأدبيات تحت رقم 294 في مكتبة كوبرلي.[14]

## الإرث
يُشار إليه اليوم أيضًا في اللغة التركية باسم عهدي أحمد جلبي، وبما أنه كان شاعرًا وكاتبًا في العصر العثماني والصفوي في القرن السادس عشر. ومن أوائل الشعراء العثمانيين الأربعة الذين كتبوا تذكرات (قاموسًا فهرسي للشعر). فهو يحتل مكانة خاصة في الشعر.

## طالع أيضًا
- نظمي زاده البغدادي

- سيهي بيه
- عاشق جلبي
- كاستامونولو لطيفي جلبي [الإنجليزية]